# Polish illusions
Polish illusions er en dokumentarfilm fra 2012 instrueret af Jacob Dammas og Helge Renner efter eget manuskript.

## Handling
Den pensionerede amerikanske militærhelikopterpilot, Mark D. Buller, har slået sig ned i en fjern polsk provins ved Østersøkysten i søgen efter et nyt hjem til sin voksende samling af militærkøretøjer og den sidste manglende brik i livet ... en hustru. Han finder hjælp hos den unge lokale beundrer af 'Amerika', Michal Niewczas, der assisterer amerikaneren i hans jagt som ven, privatchauffør og oversætter. I den anden ende af byen må den aldrende tryllekunstner, Jan Konstantynow, slås for sin plads i rampelyset da det lokale kulturhus udnævner en ny direktør som har planer om at bringe kulturprogrammet ind i det 21. århundrede.